# جازابلانكا
جازابلانكا (بالحروف الاتينية: Jazzablanca) مهرجان دولي لموسيقى جاز ينعقد سنويا في شهر أبريل في مدينة الدار البيضاء المغربية. يجتمع خلاله آلاف المهرجانيين في 4 مسرحات عبر 9 أيام.

## وصف
هناك حفل مسويقية خلال 6 أيام في ميدان الخيل ويفرض رسوم الإدخال لهذه الحفل. هناك 3 مسرحات: مسرح الضيعة ومسرح آنفا ونادي الجاز.
هناك حفل مسويقية أيضا في ساحة الأمم المتحدة خلال 3 أيام والإدخال بالمجان.

## البعض من الفنانين الذين عزفوا في المهرجان
- أل جارو
- ديان ريفيس
- بيلي باول
- جلوريا جاينور
- بات مارتينو
- جيسون مراز
- إسبيرانزا سبالدنغ
- ماركوس ميلر
- لورا بيرغوليتزي (إل بي)
- باتي سميث